# Baron Waqa
Baron Divavesi Waqa (n. Boe, Nauru, 31 de desembre de 1959) és un polític, compositor i cantant nauruà.
Va ser Ministre d'Educació i posteriorment President de la República de Nauru (11 de juny de 2013 - 27 d'agost de 2019), succeint en la presidència del país a Sprent Jared Dabwido.
Baron Waqa va començar al món de la música des de la seva infància, sent músic, compositor i cantant. Va estar treballant en el món de la música, convertint-se en un personatge famós, però des que va entrar en la política, la música ha passat a un segon pla. Les seves obres musicals són escoltades per tot el país, però no són conegudes internacionalment. Cada any la seva música sona en els concerts que se celebren al Boulevard d'Aiue de Nauru, on sol realitzar diverses actuacions.